# 阿特馬奈
46°22′28″N 35°10′53″E / 46.37444°N 35.18139°E
阿特馬奈（烏克蘭語：Атманай）是位於烏克蘭東南部的村莊，由扎波羅熱州梅利托波爾區的基里利夫卡市鎮負責管轄。該村始建於1841年，面積1.47平方公里，海拔高度7米，2001年人口992。